# Potencjana
Potencjana, Potencjanna — imię żeńskie pochodzenia łacińskiego, żeński odpowiednik imienia Potencjan, pierwotnie przydomka (z sufiksem oznaczającym wyzwolenie i adopcję) od Potens, które z kolei jest użytym w funkcji antroponimu przymiotnikiem "silny, mocny, potężny". Imię to notowane było w Polsce od 1413 roku, w formie Potencyjana. 
Potencjana, Potencjanna imieniny obchodzi:
- 15 kwietnia, jako wspomnienie św. Potencjany, dziewicy hiszpańskiej;
- 19 maja, jako wspomnienie św. Potencjany (nazywanej tak zamiennie z Pudencjaną), czconej razem ze św. Praksedą.